# Пепеляев, Анатолий Николаевич
Анато́лий Никола́евич Пепеля́ев (3 [15] июля 1891, Томск — 14 января 1938, Новосибирск) — русский военачальник, участник Первой мировой войны и Гражданской войны на стороне белых на Восточном фронте, сибирский областник. Отличился занятием Перми 25 декабря 1918 и походом на Якутск в 1922—1923 годах. Один из самых молодых генералов в истории России (в 27 лет). Младший брат председателя Совета министров Российского государства В. Н. Пепеляева. После добровольной сдачи в плен в 1923 году провёл в местах заключения почти 15 лет (с небольшими перерывами), после чего расстрелян.

## Происхождение
Родился 15 июля (3 июля по ст. стилю) 1891 в Томске, в семье потомственного дворянина и впоследствии генерал-лейтенанта царской армии Николая Михайловича Пепеляева и купеческой дочери Клавдии Некрасовой. Дом в Томске, где снимали квартиру Пепеляевы в усадьбе Царевских, не сохранился (улица Карташова, д. 20 , ранее ул. Ярлыковская, 14). У Н. М. Пепеляева и его жены было шестеро сыновей, прошедших впоследствии, за исключением старшего, военное обучение, и две дочери.

## Обучение
В 1902 г. Пепеляев поступил в Омский кадетский корпус, который он успешно окончил в 1908 г. В том же году Пепеляев поступил в Павловское военное училище (ПВУ) в Санкт-Петербурге. В 1910 г. Пепеляев выпустился из него в чине подпоручика.

## Начало службы и женитьба
Сразу после окончания ПВУ Анатолий Николаевич был направлен на службу в пулемётную команду 42-го Сибирского стрелкового полка, дислоцированного в родном Томске. В 1914 г., незадолго до начала Первой мировой войны, Пепеляев был произведён в поручики.
В 1912 г. Пепеляев женился на Нине Ивановне Гавронской (1893—1979), родом из Верхнеудинска. От этого брака родились два сына: Всеволод в 1913, живший до 1946 г. в Харбине, в 1946—1947 гг. сотрудник военной разведки Забайкальского ВО Советской армии, и Лавр (1922—1991), работник эмигрантского бюро, выпускник курсов японской военной миссии, репрессирован, умер в Ташкенте.

## Первая мировая война
На фронт Пепеляев пошёл командиром конной разведки своего полка. В этой должности он отличился под Пшаснышем и Сольдау. Летом 1915 г. под его командованием были отбиты потерянные при отступлении окопы. В 1916 г., во время двухмесячного отпуска, Пепеляев преподавал тактику в прифронтовой школе прапорщиков. В 1917 г., незадолго до Февральской революции, Анатолий Николаевич был произведён в капитаны.

## Революция 1917 года
Февральская революция застала Пепеляева на фронте. Несмотря на постепенное разложение армии, он держал свой отряд в постоянной боевой готовности и при этом не впадал в немилость у своих солдат, как это было во многих других частях.
При Керенском он был произведён в подполковники. Кроме того, Анатолий Николаевич был награждён орденом Св. Георгия 4-й степени и именным Георгиевским оружием.
После Октябрьской революции совет солдатских депутатов батальона, которым к тому времени командовал Пепеляев, избрал его командиром батальона. Этот факт говорит о большой популярности Пепеляева среди солдат.
В результате действий Советского правительства и Брест-Литовского мира, военные действия прекратились. Осознавая бесцельность своего дальнейшего пребывания на фронте, Анатолий Николаевич уехал в Томск.

## Начало борьбы с большевиками
В Томск Пепеляев прибыл в начале марта 1918 г. Там он встретил своего давнего друга, капитана Достовалова, который ввёл Пепеляева в тайную офицерскую организацию, созданную 1 января 1918 г. и возглавляемую полковниками Вишневским и Самароковым. Пепеляев был выбран начальником штаба этой организации, которая планировала свержение большевиков, захвативших власть в городе 6 декабря 1917 г.

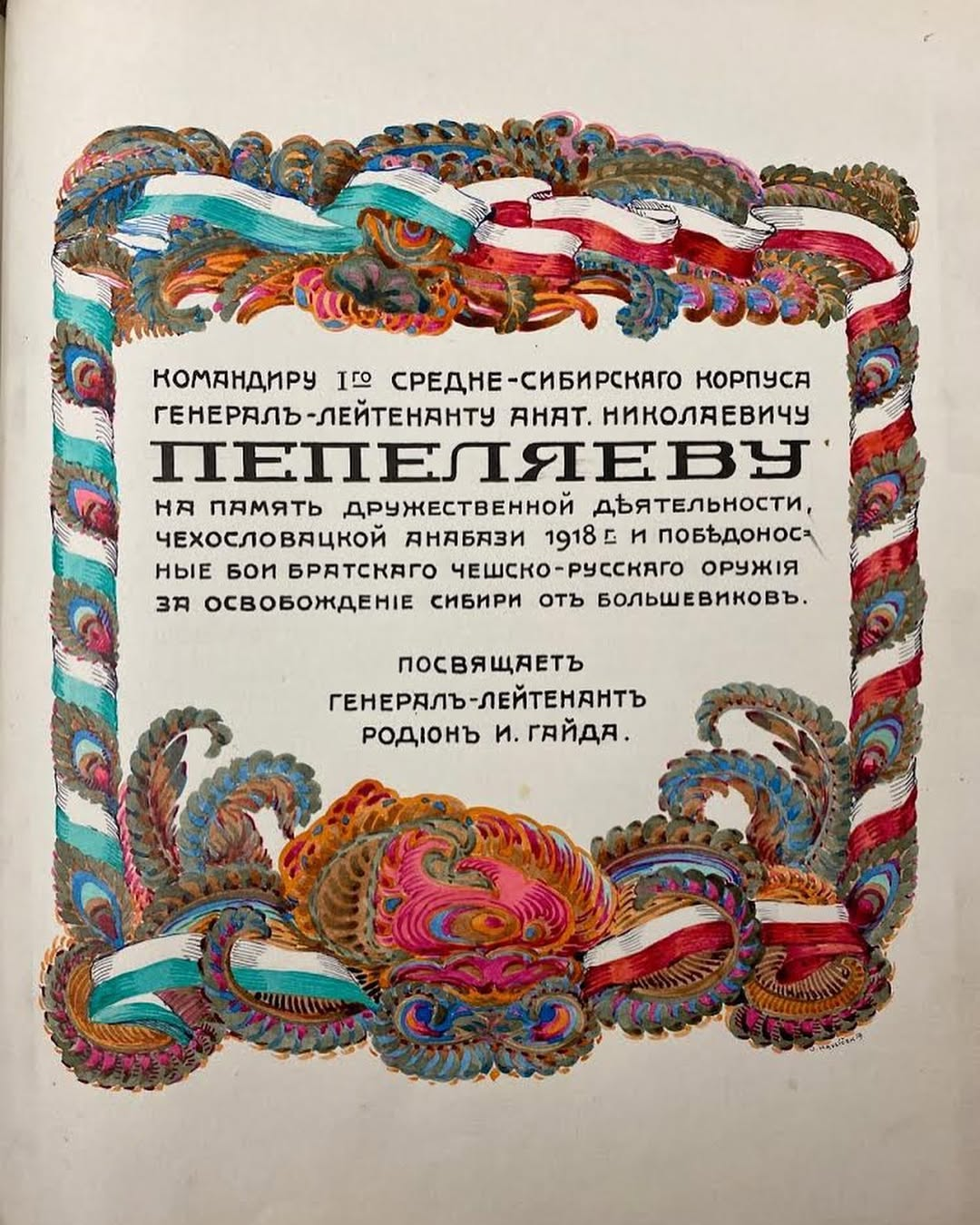
Грамота А. Пепеляеву от Р. Гайды в честь победы над большевиками в Сибири

26 мая 1918 года готовившийся к антибольшевистскому восстанию отряд А. Н. Пепеляева, скрывавшийся в Иоанно-Предтеченском монастыре города Томска, неожиданно столкнулся с «визитом» практически всего личного состава губернского ВЧК, прибывшим для репрессий монахов и реквизиции монастырских ценностей. В ходе вспыхнувшего боестолкновения пепеляевцы полностью уничтожили отряд чекиста Д. И. Кривоносенко. На следующий день руководители томского губернского совдепа (Н. Н. Яковлев и его соратники) спешно покинули Томск на нескольких пароходах, вывозя собранные на них реквизированные ценности «томской буржуазии». На период с 28 мая по 2 июня власть в губернской столице де-факто никем не осуществлялась. 2 июня 1918 года власть переходит к Западно-Сибирскому комиссариату ВПАС, в конце месяца формируется Временное Сибирское правительство (ВСП) под руководством Петра Вологодского. В последующие дни новое правительство региона было поддержано населением, вооружёнными формированиями офицерства бывшей Русской императорской армии, а также чехословацким корпусом, находившимся на всём протяжении сибирской части Транссиба. Томским офицерством и формированием военной власти командовал подполковник Анатолий Пепеляев, который создал и возглавил 13 июня 1918 года 1-й Средне-Сибирский корпус ВСП. Поддержал идею создания штурмовых частей.
Со своим корпусом А. Н. Пепеляев двинулся по Транссибу на восток, чтобы освобождать Сибирь от большевиков.
18 июня был взят Красноярск, 11 июля — Иркутск, 20 августа его войска вошли в Верхнеудинск.
Западнее Читы части корпуса Пепеляева соединились с забайкальскими казаками Семёнова. Встреча самих военачальников произошла в конце августа или начале сентября на станции Оловянная.
За этот поход Пепеляев был произведён в полковники.

## Поход на Пермь и Вятку
По приказу образованной в Уфе Директории корпус Пепеляева перебрасывался на запад Сибири, а сам Анатолий Николаевич производился в генерал-майоры (10 сентября 1918), благодаря чему он становился самым молодым генералом в Сибири (27 лет).
С октября 1918 его части находились на Урале. В ноябре Пепеляев начал пермскую операцию против 3-й армии красных, которая обернулась для последних катастрофой. Во время этой операции произошёл переворот в Омске, который привёл к власти адмирала А. В. Колчака. Пепеляев сразу признал верховную власть адмирала, так как не поддерживал эсеров, входивших в Директорию.
25 декабря 1918 войска Пепеляева заняли брошенную большевиками Пермь, взяв в плен около 20 000 красноармейцев, которых по приказу Пепеляева всех отпустили по домам. В связи с тем, что освобождение Перми пришлось как раз на 128-ю годовщину взятия крепости Измаил Суворовым, солдаты прозвали Анатолия Николаевича «Сибирским Суворовым». За взятие Перми был награжден орденом Святого Георгия 3 степени.
31 января Пепеляев был произведён в генерал-лейтенанты.
После взятия Перми части Пепеляева прошли ещё около 45 км на запад, но настали сильные морозы и фронт замер.
4 марта 1919 началось всеобщее наступление Восточного фронта Русской армии, и Пепеляев опять двинул свой корпус на запад.
К концу апреля он уже стоял на реке Чепца в районе деревни Балезино. 24 апреля произошло переформирование армий Колчака и Пепеляев стал командиром Северной группы Сибирской армии.
Тем временем, фронт опять замер и только 30 мая Пепеляев смог начать наступление на Вятку, на соединение с войсками Е. К. Миллера. Пепеляеву единственному удалось в мае наступать — атаки остальных армий Колчака были отбиты красными.
2 июня Пепеляев взял Глазов. Но 4 июня группа Пепеляева была остановлена 29-й стрелковой дивизией 3-й армии в районе между Яром и Фалёнками. И уже к 20 июня он был отброшен примерно к линии фронта по состоянию на 3 марта.

## Великий Сибирский Ледяной поход
После июньского отступления крупных военных побед Пепеляев не одерживал.
21 июля 1919 Колчак провёл переформирование своих частей и официально образовал Восточный фронт, который был разделён на 4 армии (1-я, 2-я, 3-я и Оренбургская), отдельную Степную группу и отдельный Сибирский казачий корпус. Командиром 1-й армии был назначен Пепеляев. Однако это переформирование не сделало более эффективным ведение боевых действий, и части Русской армии продолжили отступать на восток.
На некоторое время белым удалось задержаться на Тоболе, и Пепеляев отвечал за оборону Тобольска, но в октябре 1919 и этот рубеж был прорван красными.
В ноябре был брошен Омск и началось повальное бегство. Армия Пепеляева ещё удерживала район Томска, но надежд на успех не было.
В декабре произошёл конфликт между Анатолием Николаевичем и Колчаком. Когда поезд верховного правителя России прибыл на станцию Тайга, он был задержан пепеляевскими войсками. Пепеляев прислал Колчаку ультиматум о созыве Сибирского земского собора, отставке главнокомандующего Сахарова, которого Пепеляев уже приказал арестовать, и о расследовании сдачи Омска. В случае невыполнения Пепеляев грозил арестом Колчака. В тот же день в Тайгу прибыл брат Пепеляева, Виктор Николаевич, который был премьер-министром в колчаковском правительстве. Он «помирил» генерала с адмиралом. В результате 11 декабря Сахаров был смещён с должности главнокомандующего.
20 декабря Пепеляев был выбит из Томска и бежал по Транссибу. Вместе с ним бежали его жена, сын и мать. Но, так как Анатолий Николаевич заболел сыпным тифом и был помещён в санитарный вагон, он был разлучён со своей семьёй. В январе 1920 Пепеляев был доставлен в Верхнеудинск, где выздоровел. 11 марта Пепеляев из остатков 1-й армии создал Сибирский партизанский отряд, с которым ушёл в Сретенск. Но так как он находился в подчинении у атамана Семёнова, а тот сотрудничал с японцами, Пепеляев решил покинуть пределы России и уже 20 апреля 1920 вместе с семьёй выехал в Харбин.

## Харбин, Приморье и Якутия
В конце апреля — начале мая 1920 года Пепеляев со своей семьёй поселился в Харбине. Там он зарабатывал на жизнь, будучи плотником, извозчиком, грузчиком и рыболовом. Организовал артели плотников, извозчиков и грузчиков. Создал «Воинский союз», председателем которого стал генерал Вишневский (см. «#Начало борьбы с большевиками»). Сначала организация вышла на большевиков из Благовещенска, представителей ДВР. Вскоре Пепеляев переговоры о слиянии его организации с НРА ДВР прервал.
В 1922 году на Пепеляева вышел эсер Куликовский, который уговорил его организовать поход в Якутию на помощь повстанцам против большевиков. Летом 1922 года Пепеляев выехал во Владивосток, чтобы формировать военную часть, которой предстояло плавание по Охотскому морю с целью высадки в Охотске и Аяне. В это время во Владивостоке произошла смена власти, в результате чего правителем Приморья стал генерал Дитерихс, отличавшийся ультраправыми взглядами. Ему понравилась идея похода в Якутию и он помог денежными средствами Пепеляеву.
В итоге в ряды «Милиции Татарского пролива» (так для маскировки назвали отряд) добровольно вписалось 720 человек (493 из Приморья и 227 из Харбина). В отряд также вошли генерал-майор Вишневский, генерал-майор Ракитин и другие. Отряд был снабжён двумя пулемётами, 175 000 ружейными патронами и 9 800 ручными гранатами. Было зафрахтовано два корабля. Однако, они не могли вместить всех добровольцев, так что, 31 августа 1922 в плавание по Охотскому морю отправились лишь 553 человека во главе с Пепеляевым и Ракитиным. Вишневский остался во Владивостоке. Кроме курирования оставшихся с ним добровольцев, он должен был ещё пытаться пополнить ряды «Милиции».
В начале сентября «Милиция Татарского пролива» помогла десантом Сибирской флотилии, ведшей борьбу с красными партизанами в районе реки Терней. 6 сентября в Охотске был высажен десант. В Охотске создавалась база под руководством коменданта капитана Михайловского. Также была создана группа генерала Ракитина, которая должна была двигаться вглубь Якутии, на соединение с основными силами Пепеляева. Цель разделения — Ракитин должен был двигаться по Амгино-Охотскому тракту и собирать в ряды «Милиции» белых партизан. Сам же Пепеляев поплыл на кораблях вдоль побережья на юг и 8 сентября высадился в Аяне. В тот же день было собрано собрание, на котором Пепеляев сообщил о переименовании «Милиции Татарского пролива» в «Сибирскую Добровольческую Дружину» (СДД).
12 сентября состоялся Народный съезд тунгусов, который передал СДД 300 оленей.
14 сентября, оставив в Аяне гарнизон в 40 человек, Пепеляев двинул основные силы дружины в 480 человек по Амгино-Аянскому тракту через горный хребет Джугджур к селу Нелькан.
Однако на подходе к Нелькану была дана днёвка, во время которой бежало трое добровольцев. Они донесли красному гарнизону Нелькана о приближении СДД, в связи с чем комендант Нелькана, чекист Карпель, разогнал местных жителей и уплыл с гарнизоном вниз по реке Мая.
27 сентября, спустя два часа после того, как город был покинут, Пепеляев занял Нелькан. Всё, что удалось найти СДД, были 120 винчестеров и 50 000 патронов к ним, которые были зарыты красными.
Пепеляев осознал, что поход был плохо подготовлен, и в октябре уехал с охраной в Аян, оставив основные силы в Нелькане.
Вернувшись 5 ноября 1922 в Аян, Пепеляев укрепился в своём намерении идти на Якутск, так как в Аян прибыл корабль с Вишневским, который привёз с собой ещё 187 добровольцев и провиант.
В середине ноября отряд Пепеляева и Вишневского отправился в Нелькан, прибыв туда в середине декабря. В то же время из Охотска по направлению в Якутск отправился Ракитин.
К декабрю в Нелькан вернулись жители-тунгусы, которые на своём собрании выразили поддержку СДД и снабдили Пепеляева оленями и провиантом.
В начале января 1923 года, когда все остальные белогвардейцы уже были разбиты, СДД двинулась из Нелькана на Якутск. Вскоре к ней присоединился отряд белопартизан Артемьева и охотский отряд Ракитина.
5 февраля была занята слобода Амга, где Пепеляев разместил свой штаб.
6 февраля генерал Пепеляев сформулировал кредо похода:
Как хочется поменьше крови. Ведь мечта моя — помирить русских людей и веду борьбу исключительно потому, что убежден, что при хозяйничании коммунистов народу погибнет больше, чем в организованной борьбе.
Моя мечта — выйти в Сибирь, создать сибирскую национальную народно-революционную армию, освободить Сибирь, собрать всесибирское Учредительное Народное Собрание, передать всю власть представителям народа. И дальше как они решат. Мои убеждения — я народник, ненавижу реакцию с ее местью, кровью, возвращением к старому и, пока буду во главе вооруженных сил, никогда не допущу старорежимцев. Власть крестьянства, деревни — вот мой идеал. Воплощение старо-русских вечевых начал, православия, ополчения национального.
Значок Сибирской нац.нар.армии — бело-зеленый флаг на одной стороне, красная полоса широкая по диагонали, на другой — золотой крест, символ революции заканчивается обращением к Христу и к кресту всей нации и городов Сибири.А. Н. Пепеляев. Из дневника.
13 февраля отряд Вишневского атаковал красноармейский отряд Ивана Строда в аласе Сасыл-Сысыы. Атака была неудачной и Строд смог укрепиться в Сасыл-Сысыы. Так началась последняя драматическая битва в истории Гражданской войны в России, легендарное ледовое противостояние молодых военачальников И. Строда и А. Пепеляева. Анатолий Пепеляев отказался двигаться дальше на захват Якутска, пока Строд и его отряд не будут взяты в плен.
27 февраля Ракитин был разбит отрядом красных партизан Курашова и начал отступление к Сасыл-Сысыы. Из Якутска против Пепеляева вышел отряд Байкалова, который, соединившись с Курашовым, достиг 760 человек.
В результате боёв у Амги, которые шли 1 и 2 марта, Пепеляев был разбит.
3 марта была снята осада Сасыл-Сысыы — началось бегство в Аян. Ракитин бежал в Охотск. Красные начали погоню, но на полпути остановились и вернулись.
1 мая отряды Пепеляева достигли Аяна. Здесь они решили строить кунгасы и плыть на них на Сахалин. Но попытка была тщетной, поскольку уже 24 апреля из Владивостока отплыл отряд Вострецова, целью которого была ликвидация СДД.
В начале июня 1923 года был ликвидирован отряд Ракитина в Охотске, а 17 июня Вострецов занял Аян. Во избежание кровопролития, 19 июня Пепеляев сдался без сопротивления. 24 июня пленённая СДД была отправлена во Владивосток, куда она прибыла 30 июня.

## Суд и заключение

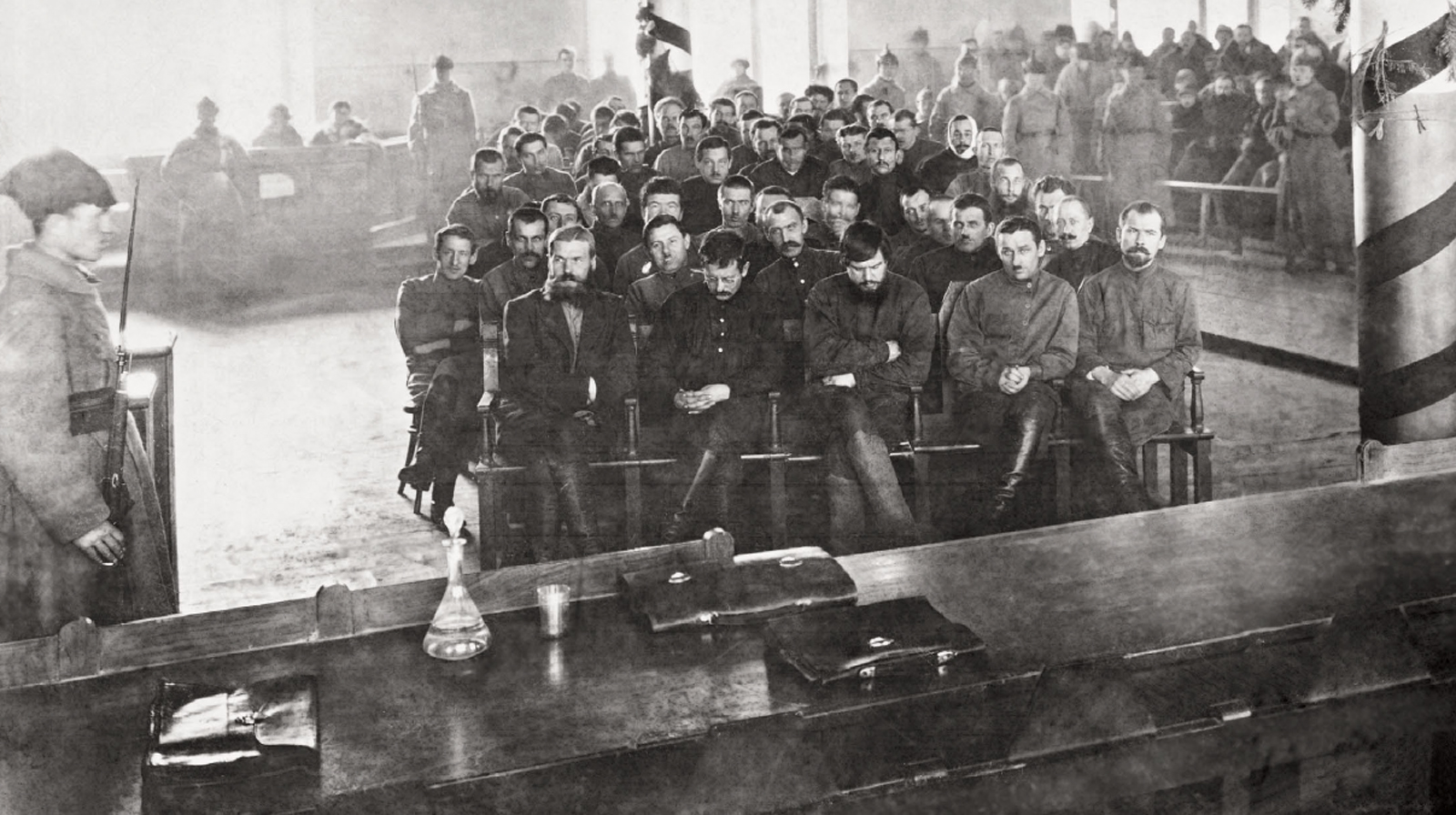
Анатолий Пепеляев (в первом ряду в центре) на судебном заседании в Чите (январь 1924 г.)

Во Владивостоке военный суд приговорил Пепеляева к казни, но он написал письмо Калинину с просьбой о помиловании. Просьба была рассмотрена, и в январе 1924 года в Чите состоялся суд, приговоривший Пепеляева к 10 годам тюрьмы. Срок Пепеляев должен был отбывать в Ярославском политизоляторе. Первые два года Пепеляев провёл в одиночной камере, в 1926 года ему разрешили заняться работой. Он работал плотником, стекольщиком и столяром. Пепеляеву даже была разрешена переписка с его женой в Харбине.
В 1933 года закончился срок Пепеляева, но ещё в 1932 года по ходатайству коллегии ОГПУ срок решили продлить на три года.
В январе 1936 года его неожиданно перевели из политизолятора в Ярославле в Бутырскую тюрьму в Москве. На следующий день Пепеляев был переведён во внутреннюю тюрьму НКВД. В тот же день он был вызван на допрос к начальнику Особого отдела НКВД Марку Гаю. Потом его опять поместили в Бутырскую тюрьму. 4 июня 1936 года Пепеляева вызвали опять к Гаю, который зачитал ему постановление об освобождении. 6 июня 1936 года Анатолий Николаевич оказался на свободе.

## Короткая свобода и казнь
НКВД поселил Пепеляева в Воронеже, где он устроился столяром. По некоторым данным, Пепеляев мог быть освобождён с целью организации подставного общества, наподобие Промпартии.
21 августа 1937 года Пепеляев был арестован вторично и доставлен в Новосибирск, где ему было предъявлено обвинение в создании контрреволюционной организации. 14 января 1938 года (по другим данным 7 декабря 1937 года) Тройкой НКВД по Новосибирской области приговорён к высшей мере наказания. Приговор был приведён в исполнение в тот же день в тюрьме Новосибирска. Похоронен во дворе тюрьмы.
20 октября 1989 года прокуратура Новосибирской области реабилитировала Пепеляева. Однако позже, заключением Главной военной прокуратуры РФ от 26 апреля 1999 года Пепеляеву было отказано в реабилитации.

## Награды
- Орден Святой Анны 4-й степени с надписью «За храбрость» (20.04.1915)
- Орден Святой Анны 3-й степени (31.10.1916)
- Орден Святой Анны 2-й степени (15.11.1916)
- Орден Святого Станислава 3-й степени
- Орден Святого Станислава 2-й степени (17.10.1916)
- Орден Святого Владимира 4-й степени с мечами и бантом (19.05.1916)
- Орден Святого Георгия 4-й степени (27.01.1917)
- Георгиевское оружие (27.09.1916)
- Орден Святого Георгия 3-й степени (1919)
- Французский Военный крест с пальмовой ветвью (09.04.1919)

## Память
В Томске на кладбище Бактин в 2011 году был торжественно открыт памятник Анатолию Пепеляеву и его отцу генерал-губернатору Томска Николаю Пепеляеву.
12.09.2021 г. в Воронеже в рамках проекта «Последний адрес» установлена табличка в память об Анатолии Николаевиче Пепеляеве, который жил в доме на Проспекте Революции и был арестован 21 августа 1937 года.

Воронеж стал для него последним местом, где он мог жить не в наручниках в ожидании смерти.

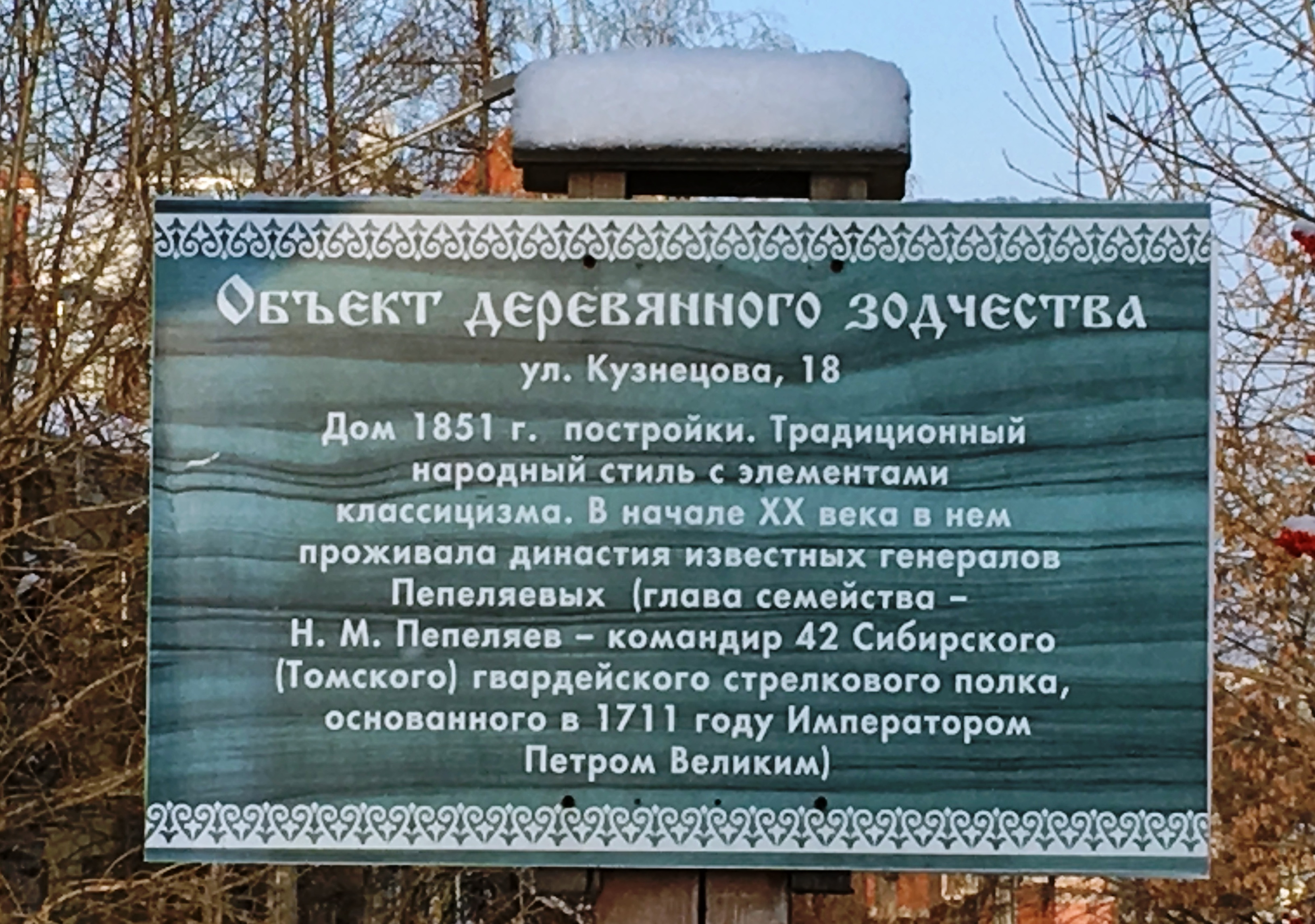
Указатель возле дома Пепеляевых в Томске, улица Кузнецова, 18
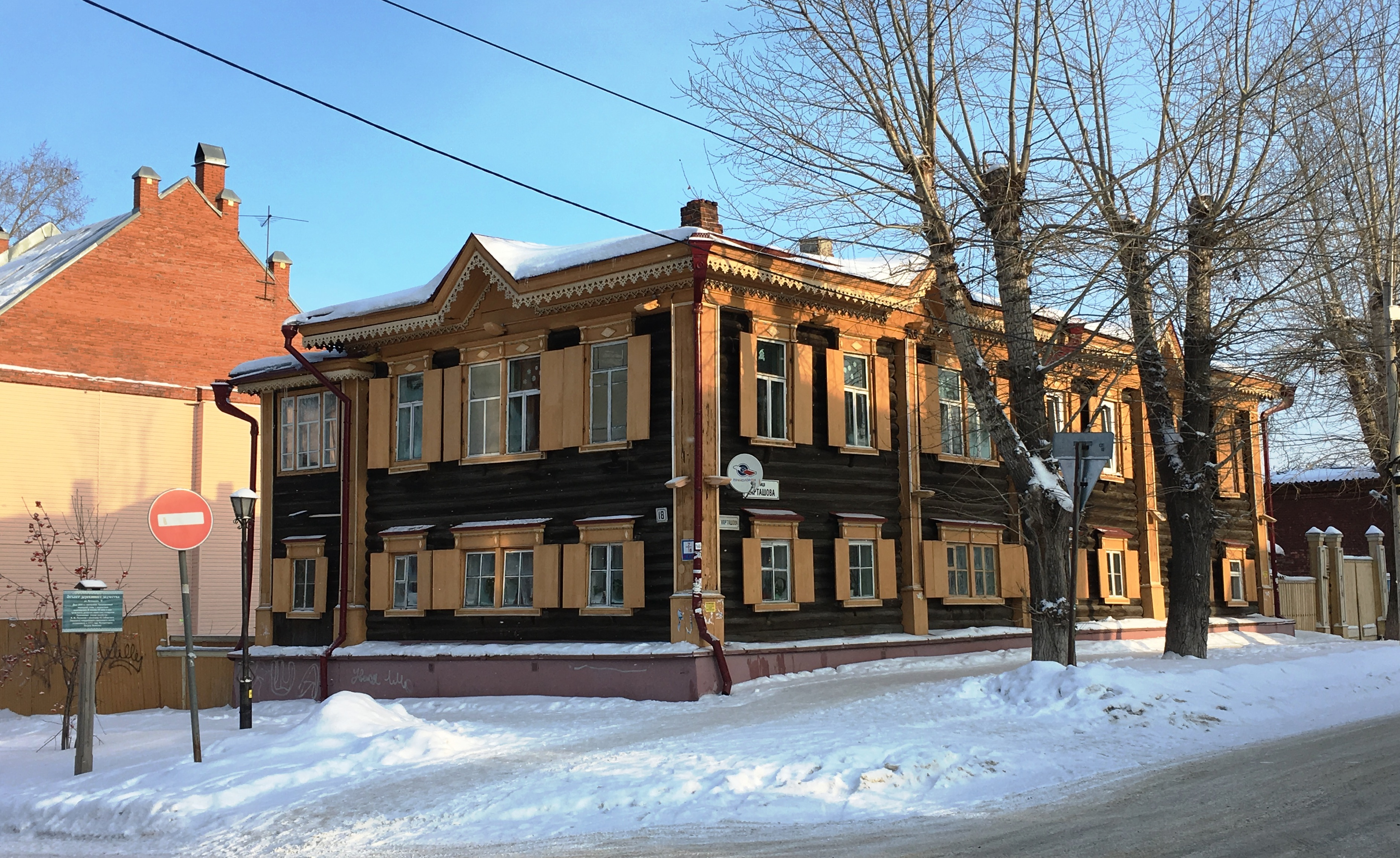
Дом Пепеляевых в Томске, улица Кузнецова 18

## Киновоплощение
1. 1968 — Утро долгого дня / Ilgās dienas rīts — Ада Неретниеце
2. 2015 — Контрибуция — Максим Матвеев.

## Интересные факты
В 2018 году потомки Анатолия Пепеляева и красного командира Ивана Строда встретились в Сасыл-Сысыы. На встрече присутствовали Виктор Пепеляев и Ольга Русина-Строд — внуки некогда непримиримых врагов, а также их дети — Игорь Пепеляев и Ян Строд.